# نازک‌مرغ گلوزرد
نازک‌مرغ گلوزرد (نام علمی: Apalis flavigularis) نام یک گونه از سرده نازک‌مرغ است.